# Peter Sauber
Peter Sauber, né le 13 octobre 1943 à Zurich (Suisse), est une personnalité suisse du sport automobile. Il est surtout connu pour avoir fondé et dirigé l'écurie Sauber, active dans le championnat du monde des voitures de sport puis dans le championnat du monde de Formule 1.

## Biographie
Employé dans une concession automobile, Peter Sauber fait ses premiers pas dans le sport automobile en tant que pilote à la fin des années 1960 dans des courses de côte (la seule forme de sport automobile autorisée en Suisse à la suite de la catastrophe des 24 Heures du Mans 1955), alors qu'il est licencié au club automobile Basilisk de Bâle. 
À partir de 1970, année où il devient Champion automobile de Suisse, il conçoit ses premières voitures qu'il pilote lui-même puis qu'il confie à d'autres pilotes. Progressivement, tandis que son écurie se développe, il abandonne également la conception des voitures pour s'entourer d'ingénieurs spécialisés. Au milieu des années 1970, l'activité de Sauber commence à s'internationaliser et l'écurie participe au championnat Intersérie (championnat de sports-prototypes) ainsi qu'aux 24 Heures du Mans.
Après une parenthèse réussie en Formule 2 avec l'engagement de châssis Lola, Sauber revient dans les épreuves de voitures de sport en 1982, cette fois dans le championnat du monde. La compétence reconnue de l'écurie lui vaut d'être choisie comme partenaire par Mercedes-Benz, qui effectue son retour dans les épreuves sur circuit après trente années d'absence. Ce partenariat, qui se solde par plusieurs titres de champion du monde, reste également célèbre pour la constitution du « Junior Team Mercedes » qui permet à des pilotes tels que Karl Wendlinger, Heinz-Harald Frentzen et surtout Michael Schumacher de se révéler au plus haut niveau.
En 1993, Sauber fait son entrée dans le championnat du monde de Formule 1. Les ambitions de l'écurie suisse sont élevées puisqu'elle bénéficie du soutien plus ou moins dissimulé de Mercedes, qui n'a pas souhaité s'engager sous son nom propre (les moteurs sont badgés Ilmor en 1993 avant de prendre le nom de Mercedes en 1994). Mais fin 1994, à l'issue de deux années encourageantes bien que sans gros résultats, Mercedes décide de lâcher Sauber pour s'associer avec la puissante écurie McLaren. Sauber devient en 1995 l'équipe officielle du motoriste Ford en remplacement de Benetton, mais est à nouveau rapidement lâché au profit de la nouvelle écurie Stewart Grand Prix. Peter Sauber se tourne en 1997 vers Ferrari pour l'achat de moteurs clients, rebadgés Petronas, du nom du sponsor malaisien de l'équipe. Privé du soutien financer et technique d'un grand constructeur, l'écurie ne parvient jamais à s'extirper du ventre mou du peloton et à rivaliser avec les « top teams ».
Le soutien tant attendu d'un grand constructeur se concrétise enfin à l'été 2005 par le rapprochement avec le motoriste allemand BMW, mais cette association prend la forme d'un rachat complet de l'écurie, rebaptisée BMW Sauber F1 Team à compter de la saison 2006. Peter Sauber est remplacé à la tête de l'écurie par Mario Theissen, directeur de BMW Motorsport, mais conserve un rôle de conseiller.
Le 29 juillet 2009, BMW se désengage du championnat du monde de Formule 1 pour des raisons économiques et écologiques et propose à Peter Sauber de racheter son ancienne écurie. Quelques mois plus tard, Peter Sauber annonce le rachat de son ancienne équipe et indique que la BMW Sauber C29 sera motorisée par Ferrari, comme entre 1997 et 2005 quand les blocs Petronas étaient des moteurs « Ferrari-client » rebadgés.
Peter Sauber rappelle alors qu'il ne sera « plus sur le mur des stands à 70 ans » et organise sa succession dès 2010 en nommant Monisha Kaltenborn directrice générale de l'écurie. Le 16 mai 2012, il lui cède un tiers des parts de l'écurie avant de la nommer team principal le 11 octobre,, faisant d'elle la première femme à occuper ces responsabilités en Formule 1.

## Récompenses et distinctions
- BP Racing Trophy 1987.